# Atletiek op de Olympische Zomerspelen 2024 – 100 meter mannen
De 100 meter voor mannen op de Olympische Zomerspelen 2024 vond plaats op 3 en 4 augustus in het Stade de France. 90 atleten streden om de opvolger te worden van Marcell Jacobs. Het goud was voor de Amerikaan Noah Lyles, de Jamaicaan Kishane Thompson won het zilver en het brons was voor Fred Kerley uit Amerika.

## Records
Voorafgaand aan het toernooi waren dit het wereldrecord en het olympisch record.
| Wereldrecord     | Jamaica Usain Bolt | 9,58 | Duitsland Berlijn          | 16 augustus 2009 |
| Olympisch record | Jamaica Usain Bolt | 9,63 | Verenigd Koninkrijk Londen | 5 augustus 2012  |

## Resultaten

### Voorrondes
De drie snelsten van elke voorronde kwalificeerden zich direct voor de series. Van de overgebleven atleten kwalificeerde de eerste tijdsnelste zich ook voor de series.

#### Voorronde 1
| Rang | Baan | Naam                  | Naam | Tijd  | Bijz. |
| ---- | ---- | --------------------- | ---- | ----- | ----- |
| 1    | 2    | Ebrahima Camara       | GAM  | 10,29 | Q     |
| 2    | 3    | Muhd Azeem Fahmi      | MAS  | 10,42 | Q     |
| 3    | 4    | Marc Brian Louis      | SGP  | 10,43 | q     |
| 4    | 5    | Sha Mahmood Noor Zahi | AFG  | 10,64 | NR    |
| 5    | 6    | Seco Camara           | GBS  | 10,76 |       |
| 6    | 7    | William Reed          | MHL  | 11,29 | PB    |
| 7    | 8    | Karalo Maibuca        | TUV  | 11,30 | NR    |

#### Voorronde 2
| Rang | Baan | Naam               | Naam | Tijd         | Bijz.   |
| ---- | ---- | ------------------ | ---- | ------------ | ------- |
| 1    | 2    | Davonte Howell     | CAY  | 10,31        | Q       |
| 2    | 4    | Sibusiso Matsenjwa | SWZ  | 10,39        | Q       |
| 3    | 6    | Didier Kiki        | BEN  | 10,76 (,755) |         |
| 4    | 5    | Hervé Toumandji    | CAF  | 10,76 (,760) |         |
| 5    | 7    | Kenaz Kaniwete     | KIR  | 11,29        | PB      |
| 6    | 8    | Darko Pešić        | MNE  | 11,85        |         |
|      | 3    | Steven Sabino      | MOZ  |              | TR 16.8 |

#### Voorronde 3
| Rang | Baan | Naam             | Naam | Tijd         | Bijz. |
| ---- | ---- | ---------------- | ---- | ------------ | ----- |
| 1    | 2    | Noa Bibi         | MRI  | 10,27        | Q     |
| 2    | 5    | Franko Burraj    | ALB  | 10,60 (,596) | Q, PB |
| 3    | 4    | Favoris Muzrapov | TJK  | 10,60 (,597) |       |
| 4    | 3    | Diu Chun Hei     | HKG  | 10,62        |       |
| 5    | 6    | Melique García   | HON  | 10,76        |       |
| 6    | 7    | Rija Gardiner    | MAD  | 10,82        | PB    |
| 7    | 9    | Manuel Ataide    | TLS  | 11,35        | NR    |
| 8    | 8    | Samer Al-Yafaee  | YEM  | 11,54        | PB    |

#### Voorronde 4
| Rang | Baan | Naam                | Naam | Tijd  | Bijz. |
| ---- | ---- | ------------------- | ---- | ----- | ----- |
| 1    | 2    | Christopher Borzor  | HAI  | 10,26 | Q     |
| 2    | 4    | Marcos Santos       | ANG  | 10,31 | Q, NR |
| 3    | 3    | Hachim Maaroufou    | COM  | 10,44 | q     |
| 4    | 9    | Taha Hussein Yaseen | IRQ  | 10,51 | q, PB |
| 5    | 5    | Ibadulla Adam       | MDV  | 10,55 | PB    |
| 6    | 6    | Shaun Gill          | BIZ  | 11,17 |       |
| 7    | 8    | Scott Fiti          | FSM  | 11,61 | SB    |
| 8    | 7    | Ahmed Essabai       | LBA  | 11,89 |       |

#### Voorronde 5
| Rang | Baan | Naam                | Naam | Tijd  | Bijz. |
| ---- | ---- | ------------------- | ---- | ----- | ----- |
| 1    | 3    | Naquille Harris     | SKN  | 10,33 | Q     |
| 2    | 2    | Lalu Muhammad Zohri | INA  | 10,35 | Q     |
| 3    | 4    | Fodé Sissoko        | MLI  | 10,66 |       |
| 4    | 7    | Joseph Green        | GUM  | 10,85 | SB    |
| 5    | 6    | Winzar Kakiouea     | NRU  | 11,15 |       |
| 6    | 9    | Remigio Santander   | GEQ  | 11,65 | SB    |
| 7    | 8    | Maleselo Fukofuka   | TGA  | 12,11 | PB    |
| DSQ  | 5    | Dominique Mulamba   | COD  | 10.54 | q, SB |

#### Voorronde 6
| Rang | Baan | Naam                        | Naam | Tijd         | Bijz. |
| ---- | ---- | --------------------------- | ---- | ------------ | ----- |
| 1    | 2    | Arturo Deliser              | PAN  | 10,34        | Q     |
| 2    | 4    | Dylan Sicobo                | SEY  | 10,51        | Q     |
| 3    | 5    | Wissy Hoye                  | GAB  | 10,59        |       |
| 4    | 7    | Jalen Lisse                 | SUR  | 10,64        | PB    |
| 5    | 3    | Beppe Grillo                | MLT  | 10,69        |       |
| 6    | 8    | Imranur Rahman              | BAN  | 10,73 (,727) | SB    |
| 7    | 6    | Waisake Tewa                | FIJ  | 10,73 (,729) | SB    |
| 8    | 9    | Muhd Noor Firdaus Ar-Rasyid | BRU  | 10,86        | SB    |

### Series
De drie snelsten van elke serie kwalificeerden zich direct voor de halve finales. Van de overgebleven atleten kwalificeerden de drie tijdsnelsten zich ook voor de halve finales.

#### Serie 1
| Rang | Baan | Naam                | Naam | Tijd  | Bijz.   |
| ---- | ---- | ------------------- | ---- | ----- | ------- |
| 1    | 5    | Kishane Thompson    | JAM  | 10,00 | Q       |
| 2    | 6    | Benjamin Azamati    | GHA  | 10,08 | Q       |
| 3    | 1    | Reynaldo Espinosa   | CUB  | 10,11 | Q       |
| 4    | 2    | Felipe Bardi        | BRA  | 10,18 |         |
| 5    | 9    | Akihiro Higashida   | JPN  | 10,19 |         |
| 6    | 3    | Lalu Muhammad Zohri | INA  | 10,26 |         |
| 7    | 8    | Kayhan Özer         | TUR  | 10,34 |         |
| 8    | 7    | Sibusiso Matsenjwa  | SWZ  | 10,39 |         |
|      | 4    | Jeremiah Azu        | GBR  | DSQ   | TR 16.8 |

#### Serie 2
| Rang | Baan | Naam               | Naam | Tijd         | Bijz. |
| ---- | ---- | ------------------ | ---- | ------------ | ----- |
| 1    | 2    | Ferdinand Omanyala | KEN  | 10,08        | Q     |
| 2    | 1    | Chituru Ali        | ITA  | 10,12        | Q     |
| 3    | 7    | Joshua Hartmann    | GER  | 10,16        | Q     |
| 4    | 4    | Joshua Azzopardi   | AUS  | 10,20        |       |
| 5    | 6    | Devin Augustine    | TTO  | 10,31        |       |
| 6    | 9    | Erik Cardoso       | BRA  | 10,35 (,344) |       |
| 7    | 3    | Arturo Deliser     | PAN  | 10,35 (,347) |       |
| 8    | 5    | Jhonny Rentería    | COL  | 10,38        |       |
| 9    | 8    | Muhd Azeem Fahmi   | MAS  | 10,45        |       |

#### Serie 3
| Rang | Baan | Naam                 | Naam | Tijd  | Bijz. |
| ---- | ---- | -------------------- | ---- | ----- | ----- |
| 1    | 3    | Louie Hinchliffe     | GBR  | 9,98  | Q     |
| 2    | 6    | Noah Lyles           | USA  | 10,04 | Q     |
| 3    | 4    | Shaun Maswanganyi    | RSA  | 10,06 | Q     |
| 4    | 7    | Xie Zhenye           | CHN  | 10,16 |       |
| 5    | 5    | Owen Ansah           | GER  | 10,22 |       |
| 6    | 8    | Ali Anwar Al-Balushi | OMA  | 10,26 |       |
| 7    | 1    | Naquille Harris      | SKN  | 10,38 |       |
| 8    | 2    | Markus Fuchs         | AUT  | 10,59 |       |
| 9    | 9    | Dylan Sicobo         | SEY  | 10,62 |       |

#### Serie 4
| Rang | Baan | Naam                   | Naam | Tijd  | Bijz. |
| ---- | ---- | ---------------------- | ---- | ----- | ----- |
| 1    | 6    | Oblique Seville        | JAM  | 9,99  | Q     |
| 2    | 4    | Abdul Hakim Sani Brown | JPN  | 10,02 | Q     |
| 3    | 2    | Puripol Boonson        | THA  | 10,13 | Q     |
| 4    | 3    | Favour Ashe            | NGR  | 10,16 | q     |
| 5    | 5    | Duan Asemota           | CAN  | 10,17 |       |
| 6    | 7    | Terrence Jones         | BAH  | 10,31 |       |
| 7    | 1    | Marcos Santos          | ANG  | 10,40 |       |
| 8    | 8    | Franko Burraj          | ALB  | 10,66 |       |
| 9    | 9    | Oliwer Wdowik          | POL  | 11,53 |       |

#### Serie 5
| Rang | Baan | Naam                    | Naam | Tijd         | Bijz. |
| ---- | ---- | ----------------------- | ---- | ------------ | ----- |
| 1    | 2    | Kayinsola Ajayi         | NGR  | 10,02        | Q     |
| 2    | 4    | Marcell Jacobs          | ITA  | 10,05        | Q     |
| 3    | 5    | Abdul-Rasheed Saminu    | GHA  | 10,06 (,053) | Q     |
| 4    | 6    | Benjamin Richardson     | RSA  | 10,06 (,060) | q     |
| 5    | 1    | Hassan Taftian          | IRI  | 10,18        | SB    |
| 6    | 3    | Davonte Howell          | CAY  | 10,24 (,232) |       |
| 7    | 9    | Henrik Larsson          | SWE  | 10,24 (,232) |       |
| 8    | 7    | Paulo André de Oliveira | BRA  | 10,46        |       |
|      | 8    | Marc Brian Louis        | SGP  | DNS          |       |

#### Serie 6
| Rang | Baan | Naam              | Naam | Tijd  | Bijz. |
| ---- | ---- | ----------------- | ---- | ----- | ----- |
| 1    | 5    | Akani Simbine     | RSA  | 10,03 | Q     |
| 2    | 3    | Ackeem Blake      | JAM  | 10,06 | Q     |
| 3    | 4    | Rikkoi Brathwaite | IVB  | 10,13 | Q     |
| 4    | 1    | Ebrahima Camara   | GAM  | 10,21 |       |
| 5    | 2    | Wanya McCoy       | BAH  | 10,24 |       |
| 6    | 8    | Rohan Browning    | AUS  | 10,29 | SB    |
| 7    | 9    | Simon Hansen      | DEN  | 10,39 |       |
| 8    | 6    | Emanuel Archibald | GUY  | 10,40 |       |
| 9    | 7    | Hachim Maaroufou  | COM  | 10,52 |       |

#### Serie 7
| Rang | Baan | Naam                | Naam | Tijd  | Bijz. |
| ---- | ---- | ------------------- | ---- | ----- | ----- |
| 1    | 2    | Kenny Bednarek      | USA  | 9,97  | Q     |
| 2    | 1    | Emmanuel Eseme      | CMR  | 9,98  | Q, SB |
| 3    | 5    | Andre De Grasse     | CAN  | 10,07 | Q     |
| 4    | 4    | Emmanuel Matadi     | LBR  | 10,08 | q     |
| 5    | 6    | Ryuichiro Sakai     | JPN  | 10,17 |       |
| 6    | 3    | Noa Bibi            | MRI  | 10,19 |       |
| 7    | 7    | Ronal Longa         | COL  | 10,29 | SB    |
| 8    | 8    | José González       | DOM  | 10,40 |       |
| 9    | 9    | Taha Hussein Yaseen | IRQ  | 10,50 | PB    |

#### Serie 8
| Rang | Baan | Naam               | Naam | Tijd  | Bijz.   |
| ---- | ---- | ------------------ | ---- | ----- | ------- |
| 1    | 5    | Fred Kerley        | USA  | 9,97  | Q       |
| 2    | 2    | Letsile Tebogo     | BOT  | 10,01 | Q       |
| 3    | 4    | Zharnel Hughes     | GBR  | 10,03 | Q       |
| 4    | 3    | Cejhae Greene      | ANT  | 10,17 |         |
| 5    | 1    | Christopher Borzor | HAI  | 10,28 |         |
| 6    | 6    | Arthur Cisse       | CIV  | 10,31 |         |
| 8    | 9    | Dorian Keletela    | EOR  | 10,58 |         |
|      | 7    | Aaron Brown        | CAN  | DSQ   | TR 16.8 |
| DSQ  | 8    | Dominique Mulamba  | COD  | 10.53 | SB      |

### Halve finales
De twee snelsten van elke serie kwalificeerden zich direct voor de finale. Van de overgebleven atleten kwalificeerden de twee tijdsnelsten zich ook voor de finale.

#### Halve finale 1
| Rang | Baan | Naam              | Naam | Tijd  | Bijz. |
| ---- | ---- | ----------------- | ---- | ----- | ----- |
| 1    | 6    | Oblique Seville   | JAM  | 9,81  | Q, PB |
| 2    | 4    | Noah Lyles        | USA  | 9,83  | Q     |
| 3    | 5    | Louie Hinchliffe  | GBR  | 9,97  |       |
| 4    | 7    | Emmanuel Eseme    | CMR  | 10,00 |       |
| 5    | 9    | Shaun Maswanganyi | RSA  | 10,02 | SB    |
| 6    | 1    | Favour Ashe       | NGR  | 10,08 |       |
| 7    | 8    | Chituru Ali       | ITA  | 10,14 |       |
| 8    | 2    | Rikkoi Brathwaite | IVB  | 10,15 |       |
| 9    | 3    | Benjamin Azamati  | GHA  | 10,17 |       |

#### Halve finale 2
| Rang | Baan | Naam              | Naam | Tijd  | Bijz. |
| ---- | ---- | ----------------- | ---- | ----- | ----- |
| 1    | 5    | Akani Simbine     | RSA  | 9,87  | Q     |
| 2    | 4    | Letsile Tebogo    | BOT  | 9,91  | Q     |
| 3    | 8    | Marcell Jacobs    | ITA  | 9,92  | Q, SB |
| 4    | 7    | Kenny Bednarek    | USA  | 9,93  | Q     |
| 5    | 3    | Ackeem Blake      | JAM  | 10,06 |       |
| 6    | 6    | Kayinsola Ajayi   | NGR  | 10.13 |       |
| 7    | 9    | Joshua Hartmann   | GER  | 10,16 |       |
| 8    | 2    | Emmanuel Matadi   | LBR  | 10,18 |       |
| 9    | 1    | Reynaldo Espinosa | CUB  | 10,21 |       |

#### Halve finale 3
| Rang | Baan | Naam                   | Naam | Tijd  | Bijz. |
| ---- | ---- | ---------------------- | ---- | ----- | ----- |
| 1    | 4    | Kishane Thompson       | JAM  | 9,80  | Q     |
| 2    | 7    | Fred Kerley            | USA  | 9,84  | Q     |
| 3    | 9    | Benjamin Richardson    | RSA  | 9,95  |       |
| 4    | 5    | Abdul Hakim Sani Brown | JPN  | 9,96  | PB    |
| 5    | 2    | Andre De Grasse        | CAN  | 9,98  | SB    |
| 6    | 3    | Zharnel Hughes         | GBR  | 10,01 |       |
| 7    | 8    | Abdul-Rasheed Saminu   | GHA  | 10,05 |       |
| 8    | 6    | Ferdinand Omanyala     | KEN  | 10,08 |       |
| 9    | 1    | Puripol Boonson        | THA  | 10,14 |       |

### Finale
| Rang   | Baan | Naam             | Naam | Tijd         | Bijz. |
| ------ | ---- | ---------------- | ---- | ------------ | ----- |
| Goud   | 7    | Noah Lyles       | USA  | 9,79 (9,784) | PB    |
| Zilver | 4    | Kishane Thompson | JAM  | 9,79 (9,789) |       |
| Brons  | 3    | Fred Kerley      | USA  | 9,81         | SB    |
| 4      | 5    | Akani Simbine    | RSA  | 9,82         | NR    |
| 5      | 9    | Marcell Jacobs   | ITA  | 9,85         | SB    |
| 6      | 8    | Letsile Tebogo   | BOT  | 9,86         | NR    |
| 7      | 2    | Kenny Bednarek   | USA  | 9,88         |       |
| 8      | 6    | Oblique Seville  | JAM  | 9,91         |       |

1896: Thomas Burke ·
1900: Francis Jarvis ·
1904: Archie Hahn ·
1908: Reggie Walker ·
1912: Ralph Craig ·
1920: Charley Paddock ·
1924: Harold Abrahams ·
1928: Percy Williams ·
1932: Eddie Tolan ·
1936: Jesse Owens ·
1948: Harrison Dillard ·
1952: Lindy Remigino ·
1956: Bobby Morrow ·
1960: Armin Hary ·
1964: Bob Hayes ·
1968: Jim Hines ·
1972: Valeri Borzov ·
1976: Hasely Crawford ·
1980: Allan Wells ·
1984: Carl Lewis ·
1988: Carl Lewis ·
1992: Linford Christie ·
1996: Donovan Bailey ·
2000: Maurice Green ·
2004: Justin Gatlin ·
2008: Usain Bolt ·
2012: Usain Bolt ·
2016: Usain Bolt ·
2020: Marcell Jacobs ·
2024: Noah Lyles